# Marija Karan
Marija Karan (serbisch-kyrillisch Марија Каран; * 29. April 1982 in Belgrad) ist eine serbische Schauspielerin. Daneben arbeitet die 1,81 m große Darstellerin auch als Model.
Sie begann 2002 mit kleineren Rollen in Kurzfilmen. Ihre erste größere Rolle hatte sie in dem Film Kad porastem biću Kengur neben Sergej Trifunović. In dem 2007 erfolgreichen Thriller Četvrti čovek von Dejan Zečević spielte sie eine der Hauptrollen. Danach spielte sie an der Seite von Branko Tomovic im britischen Drama Taximan von Henrik Norrthon.

## Filmografie

### Fernsehen
- 2003: Mile vs Tranzicija (Fernsehserie)
- 2004: Đačka istorija srpskog filma
- 2005–2006: Ljubav, navika, panika (Fernsehserie, 36 Folgen)
- 2007: Ne skreci sa staze (Fernsehfilm)
- 2010: Dark Relic (Fernsehfilm)

### Filme
- 2002: Noc uz video (Kurzfilm)
- 2003: Gotovo mitski (Kurzfilm)
- 2004: Kad porastem, biću Kengur
- 2004: Ulični hodač (Kurzfilm)
- 2004: Jesen stiže, dunjo moja
- 2005: Ohcet (Kurzfilm)
- 2006: Sedam i po
- 2007: Kradljivac uspomena
- 2007: Četvrti čovek
- 2008: Taximan (Kurzfilm)
- 2010: Sevdah za Karima
- 2011: The Rite – Das Ritual (The Rite)
- 2011: Assassination Games